# Алжир (град)
Вижте пояснителната страница за други значения на Алжир.
Алжир (на арабски: مدينة الجزائر, Madīnat al-Dschazā'ir, Мадийнат ал-Джазааир; на френски: Alger – Алжѐ, на алжирски арабски: Дзаир, на берберски: Lezzayer Tamanaɣt – Леззайер Таманаит) е столицата и най-големият град в Алжир.
Градската агломерация Алжир има 2 364 230 жители, а населението на цялата столична област Алжир е 2 988 145 души. Основан е през 944 г.

## География
Градът е разположен по крайбрежието на Алжирския залив на Средиземно море.
Историческото ядро заема западния му бряг върху склоновете на верига от хълмове, намиращи се успоредно на брега. Градът постепенно се разраства предимно на изток по южното крайбрежие на залива в посока към летището и източния бряг на залива.

## История

### Ранна история
В рамките на днешния град съществува финикийски търговски пост, наричан Икосим, който по-късно ес развива в малък римски град – Икосиум. Известни са и римски некрополи в няколко квартала. Икосиум получава латински права при император Веспасиан, а от V век се споменава местен християнски епископ.
Сегашният град е основан през 944 година от Булугин ибн Зири, основоположник на берберската мюсюлманска династия на Зиридите. Още през 935 година той е построил собствената си резиденция южно от бъдещия град. През 1014 година градът е завзет от Хамадидите, през 1159 година – от Алмохадите, а през XIII век попада под властта на Зиянидите. Сравнително отдалечен от Тламсен, центъра на техните владения, градът се ползва със значителна автономия, управляван от собствен емир.
През 1302 година островчето Пеньон на входа на пристанището на Алжир е завзето от испанците, които създават търговски път между Алжир и Испания. Въпреки това градът остава сравнително малък до изселването на мюсюлманите от Ал-Андалус през XVI век, като много от тях се установяват в Алжир. През 1510 година испанците, завзели Оран и други градове по африканския бряг, укрепяват Пеньон и налагат мита върху търговията. През 1516 година алжирският емир Селим ибн Теуми вика на помощ срещу испанците османския корсар Арудж Реис, който прогонва испанците, но установява контрол над града и убива емира. През следващата година Арудж е убит в битка с испанците и е наследен от по-малкия си брат Хайредин, който обаче губи града през 1524 година.

### Османски период
През 1529 година Хайредин прогонва местния берберски владетел и трайно установява османската власт в Алжир, превърнат малко по-късно в център на бейлербейство, утвърждавайки се като главното средище на берберските пирати. Макар и формално да е част от Османската империя, Алжир се ползва с широка автономия и се превръща в център на пиратството, като привлича авантюристи от целия регион, включително приели исляма европейски християни, а организираните от пиратите набези за залавяне на пленници за откуп или продаване в робство достигат до Исландия.
През 1541 година император Карл V прави опит да превземе града, но претърпява поражение. Усилията на различни страни да ликвидират пиратството продължават няколко столетия, до водените в началото на XIX век от Съединените щати две Берберски войни и британските бомбардировки от 1816 година, унищожили основната част от пиратския флот.

### След независимостта
През 1994 г. Алжир става жертва на тероризъм, с отвличането на полет AF8969 от Алжир до Париж.

## Население
В града говорят на столичния диалект на алжирски арабски, разбират официалния книжовен арабски, ползват се ограничено местни берберски езици (главно кабилски). Значителна част от жителите владеят френски, рядко се срещат говорещи английски.

## Икономика
Градът е развит в икономическо отношение – с хранителна, текстилна, химическа, циментова и коркова промишленост. Изнася хранителни продукти, вина, железни руди, корк, тютюн и др.

## Инфраструктура
Пристанището е най-важното за вноса на страната. Голяма част от пътникопотока преминава през международното летище, което е използвано от рекордните 7 975 412 души през 2018 г. Старият терминал на летището вече се използва само за вътрешни полети, след като в средата на 2006 г. отваря врати новият, по-голям и модерен терминал на столичното летище „Хуари Бумедиен“. През 2011 г. е официално открито Алжирското метро, което понастоящем разполага с 1 линия и 19 станции.
Редица висши училища се намират в столицата: Алжирски университет, Технически университет и др., обществени библиотеки, музеи, ботаническа и зоологическа градини.

## Култура
Архитектурни забележителности са кв. Касба (Старият град), сградата на Голямата поща („Grande Poste“) на централния площад, Паметникът на мъчениците (от Освободителната война) и културният център наблизо „Рияд Ел-Фетх“ (най-голямото средище за отдих на столичани), Дворецът на културата, редица музеи, градини, катедралата „Сакре Кьор“ и базиликата „Нотър Дам д'Африк“ („Св. Богородица на Африка“), старинни джамии, сред които Голямата Джамия, интересни сгради на министерства, банки, луксозни хотели.
Касбата (Старият град) е построена в ислямско-арабски стил. В нея преобладават тесни, извиващи се и често еднопосочни улици. Движението на коли в старата част (района край Касбата) на града е затруднено, на всяко възлово кръстовище има регулировчик. Включена е в списъка на световното културно и природно наследство на ЮНЕСКО.
Новата част на града е съвременна. Кипи усилено жилищно и пътно строителство, изграждат се нови квартали „до ключ“. Много от възловите кръстовища имат тунели, включително и в центъра – на площад „Конкорд“ (бивш „Първи май“), площад „Адис Абеба“ и др. Има 2 автомагистрали на територията на столицата – Северната рокада (от центъра до летището) и Южната рокада (обхождаща града от юг), които са снабдени с магистрални кръстовища. Продължават да се строят нови скоростни пътища, по тях движението също е много натоварено.
Петък и събота са уикендът в Алжир. Петък е ден за молитва. До обяд повечето магазини затварят, докато тече обедната молитва.

## Известни личности
Родени в града
- Лусиен Леви-Дурмер (1865 – 1953), художник
- Жак Атали (р. 1943), финансист
- Жулиен Берто (1910 – 1995), актьор
- Даниел Отьой (р. 1950), актьор

Починали в града
- Анри Вийотан (1820 – 1881), белгийски цигулар
- Франсоа Дарлан (1881 – 1942), военен и политик
- Ранавалона III (1861 – 1917), владетелка на Мадагаскар
- Камий Сен-Санс (1835 – 1921), композитор

Свързани с града
- Мигел де Сервантес (1547 – 1616), испански романист, драматург и поет, отвлечен от пирати и държан там за откуп (1575 – 1580)
- Албер Камю (1913 – 1960), писател и философ, живее в града до 1930-те години